# Дзёмги (стойбище)
Дзёмги — исчезнувшее нанайское стойбище в Хабаровском крае. Прекратило своё существование при начале строительства города Комсомольск-на-Амуре. Поселение было расположено на месте нынешнего посёлка Менделеева в Ленинском округе. Впервые упомянуто в книге «Путешествие на Амур, совершенное по распоряжению Сибирского отдела Императорского русского географического общества в 1855 г. Р. К. Мааком», написанной исследователем Сибири Ричардом Карловичем Мааком:

Надеясь найти между островами защиту от ветра, мы переехали к другому берегу, на что потребовалось час времени, и, держась левой стороны, вскоре проехали одну мазанку, несколько ниже её гольдское селение Джонгмэ, состоящее из трёх мазанок и трёх летних жилищ.— 
Название стойбища образовано от нанайского слова Джонгмэ, означающего «Деревянный дом»: Джонг — дом, мэ — дерево. В первой всероссийской переписи в 1897 году было указано наличие 5 дворов с населением 44 человека обоего пола. Нанайцы жили там постоянно, сооружая фанзы на сваях ввиду наводнений. Их основным занятием была рыбная ловля и охота. На момент основания города Комсомольск-на-Амуре в стойбище проживало 10 нанайских семей, две русских и одна китайская. По всесоюзной переписи 1926 года в нём имелось девять зданий и 46 жителей. В данный момент «Дзёмги» является местным обозначением всего Ленинского округа, так как при сооружении завода на месте стойбища планы строительства изменились и строительную площадку для авиационного завода перенесли в глубь тайги, в связи с угрозой затоплений, и вместе с ней перенеслось название, а исторические Дзёмги стали посёлком Менделеева.